# Кату (язык)
Кату, восточнокатуйский язык (кату ktəu) — язык одноимённого народа, проживающего на юге Вьетнама в провинциях Куангнам, Тхыатхьен-Хюэ и Дананге. Относится к катуической ветви мон-кхмерских языков. Общее количество носителей по переписи 1999 года — 50,5 тысяч человек.

## Классификация
В составе катуической ветви кату помещают в юго-восточную группу вместе с языками дакканг и канту, либо в восточную группу и подгруппу кату-пако вместе с таренг и западнокатуйским языками Лаоса, а также языками Вьетнама пако и фыонг.

## Современное положение
Уровень грамотности у носителей менее 1 %, у знающих кату как второй язык — 5—15 %. Имеются радиопрограммы и словарь.
Диалектов нет, «низинный кату» — отдельный западнокатуйский язык.

## Письменность
В 1957—1958 годах для двух десятков языков горных народов Вьетнама были созданы письменности на основе вьетнамской латиницы куокнгы; среди них были восточнокатуйский, хрэ, седанг, мнонг, стиенг, бру и раглай.

## Лингвистическая характеристика

### Фонетика
Кату, как и все катуические, имеет богатый вокализм, хотя смычные терминали праязыка в них утрачены.
|               |                  | Губно-губные | Губно-зубные | Зубные/ альвеолярные | Нёбные            | Велярные | Глоттальные   |
| ------------- | ---------------- | ------------ | ------------ | -------------------- | ----------------- | -------- | ------------- |
| Носовые       | Носовые          | /m/          |              | /n/                  | /ɲ/ ⟨nh⟩ или ⟨ɲ⟩  | /ŋ/      |               |
| Взрывные      | непридыхательные | /p/          |              | /t/                  | /tʃ/ ⟨c⟩          | /k/      | /ʔ/ ⟨ʔ, q⟩[1] |
| Взрывные      | придыхательные   | /pʰ/         |              | /tʰ/                 |                   |          |               |
| Взрывные      | звонкие          | /b/          |              | /d/                  | /ɟ/ ⟨j⟩           | /g/[2]   |               |
| Взрывные      | глоттализованные | /ɓ/          |              | /ɗ/                  |                   |          |               |
| Фрикативные   | Фрикативные      |              | /v/          |                      |                   |          | /h/           |
| Аффрикаты     | Аффрикаты        |              |              | /t͡ʃʰ/[3]             |                   |          |               |
| Аппроксиманты | Аппроксиманты    | /w/ /wʔ/[4]  |              | /l/                  | /j/ ⟨y⟩ /jʔ/ ⟨yʔ⟩ |          |               |

1  В конце слова обозначается как q, иначе — как ʔ.
2  Отсутствует в западнокатуйском.
3  В западнокатуйском реализуется как /s/.
4  Оба встречаются только в финали слога.
|                | МФА      | МФА         | МФА    | Орфография на базе куокнгы | Орфография на базе куокнгы | Орфография на базе куокнгы |
|                | Передние | Средние     | Задние | Передние                   | Средние                    | Задние                     |
| -------------- | -------- | ----------- | ------ | -------------------------- | -------------------------- | -------------------------- |
| Верхние        | /i/      | /ɨ/ или /ɯ/ | /u/    | i                          | ư                          | u                          |
| Средне-верхние | /e/      | /ə/         | /o/    | ê                          | â                          | ô                          |
| Средне-нижние  | /ɛ/      | /ʌ/ или /ɤ/ | /ɔ/    | e                          | ơ                          | o                          |
| Нижние         | /a/      |             | /ɒ/    |                            | a                          | ó                          |

Все гласные могут быть долгими и краткими; в латинской орфографии долгота обозначается удвоением соответствующего символа: Kimêêt [kimeːt].

### Структура слога
Слова многосложные, возможно наличие до трёх пресиллабов (слогов с частично редуцированной финалью).
M, n и ŋ могут быть слоговыми; в западнокатуйском они редуцировались в гортанную смычку.

### Морфология
Грамматические значения выражаются префиксами и инфиксами, словообразовательных аффиксов в слове может быть до трёх. Аналитические маркеры почти не используются.

#### Местоимение
Имеется 11 личных местоимений, разделяющихся по числу и лицу; местоимения первого лица делятся на инклюзивные и эксклюзивные.
|               | Единственное число | Двойственное число | Множественное число |
| ------------- | ------------------ | ------------------ | ------------------- |
| 1 лицо экскл. | ku/dai             | jɯa                | ji                  |
| 1 лицо экскл. | я                  | я и ещё 1 человек  | мы без тебя         |
| 1 лицо инкл.  |                    | ɲaŋ                | hɛ                  |
| 1 лицо инкл.  |                    | я и ты             | я, ты и другие люди |
| 2 лицо        | mai                | ɲɯa                | pɛ                  |
| 2 лицо        | ты                 | вы двое            | вы (трое и более)   |
| 3 лицо        | dɒ                 | ɲi (dɒ)            | pi (dɒ)             |
| 3 лицо        | он(а)              | они двое           | они (трое и более)  |

Только dɒ может использоваться для обозначения неодушевлённых объектов.
Указательные местоимения:
- ɗi — «здесь»
- ɗɛk

#### Глагол
Для выражения пассивного залога, каузатива и антикаузатива применяется аффиксация.
- peɲ — «выстрелить», papeɲ — «стрелять»;
- kəl — «продать/купить», t(r)akəl — «продавать/покупать»[16].

При этом с выраженным объектом аффиксальная форма не употребляется:
| aku                        | voyʔ | trakəl             | trakəl             |
| -------------------------- | ---- | ------------------ | ------------------ |
| 1sg                        | идти | покупать/продавать | покупать/продавать |
| «Я иду что-нибудь купить». |      |                    |                    |
| aku                        | voyʔ | kəl                | hɒɒt               |
| 1sg                        | идти | покупать/продавать | табак              |
| «Я иду купить табак».      |      |                    |                    |

### Синтаксис
Существительные разделяются на личные, неличные, одушевлённые и неодушевлённые классификаторами:
|          |         | Восточнокатуйский | Западнокатуйский |
| -------- | ------- | ----------------- | ---------------- |
| Люди     | Люди    | canak             | nak              |
| Животные | Живые   | anam              | panɔŋ            |
| Животные | Неживые | tala              | panɔŋ            |
| Вещи     | Вещи    | abɛʔ              | abɛʔ             |

Имеется несколько малоиспользуемых вторичных классификаторов: [tala] (плоские тонкие объекты), [talaŋ] (пространства), [nlɔɔc] (длинные тонкие объекты).
Зависимая предикативная конструкция может привоединяться бессоюзно с помощью двух контрастирующих маркеров: du, употребляющегося с модификаторами, выраженными прилагательными, непереходными глаголами и числительным «один»; и ta-, при модификаторах, выраженных переходными глаголами.
Нередко в предложении совершенно отсутствуют показатели связи между словами.
Характерной особенностью синтаксиса является расчленение именной группы на две части с повтором сказуемого вместо использования большого количества зависимых компонентов.
| jəəʔ                                                      | lɔŋ   | liam    | . | lɔŋ   | liam    | jəəʔ   | . | acɔɔh | gamak   | bɔɔp     | dɒ  | lɔŋ   | ɓɒɒk  |
| кувшин                                                    | очень | хороший | . | очень | хороший | кувшин | . | там   | большой | горлышко | 3sg | очень | белый |
| «Вон тот очень хороший кувшин с большим белым горлышком». |       |         |   |       |         |        |   |       |         |          |     |       |       |